# Вебер, Макс
Максимилиа́н Карл Эми́ль Ве́бер (нем. Maximilian Carl Emil Weber; 21 апреля 1864, Эрфурт, Пруссия — 14 июня 1920, Мюнхен, Германия), известный как Макс Вебер (нем. Max Weber) — немецкий социолог, философ, историк, политический экономист. Идеи Вебера оказали значительное влияние на развитие общественных наук, в особенности — социологии. Наряду с Эмилем Дюркгеймом и Карлом Марксом Вебер считается одним из основоположников социологической науки. 
Вебер ввёл в научный оборот термин «социальное действие». Учёный был последовательным сторонником методов антипозитивизма, утверждая, что для исследования социальных действий лучше подходит не чисто эмпирический, но «объясняющий», «интерпретирующий» метод. В рамках основанной на нём концепции понимающей социологии учёный пытался не только рассмотреть то или иное социальное действие, но также распознать цель и смысл происходящего с точки зрения вовлечённых индивидов. Ядро научных интересов Вебера составляло изучение процессов перехода общества от традиционного к современному: рационализации, секуляризации, «расколдовывания мира». Одной из самых известных работ учёного стала диссертация о протестантских истоках капитализма. Исследование на стыке экономической социологии и социологии религии получило развитие в известной книге «Протестантская этика и дух капитализма», увидевшей свет в 1905 году. Оппонируя марксистской концепции исторического материализма, Вебер отмечал важность культурных воздействий, оказываемых религией, — именно в этом он видел ключ к пониманию генезиса капиталистической формы хозяйствования. Впоследствии учёный исследовал религии Китая, Индии и древний иудаизм, пытаясь найти в них причины тех процессов, которые обусловили различия между хозяйственным устройством Запада и Востока.
В другой своей известной работе, «Политика как призвание и профессия» (1919), Вебер определил государство как некоторый институт, который обладает монополией на легитимное применение насилия. Социолог впервые выделил различные типы общественной власти, подчёркивая, что институты современного государства во всё большей степени основываются на рационально-правовом типе. Учёный внёс определённый вклад в развитие экономической истории, теории и методологии экономики. Исследования Вебера в области рационализации общества оказали влияние на формирование критической теории, развивавшейся преимущественно в рамках Франкфуртской школы.
Вебер стал одним из основателей либеральной Немецкой демократической партии, которая была образована после Первой мировой войны. Позже учёный безуспешно баллотировался в немецкий парламент и консультировал комиссию по разработке новой конституции. Вебер скончался в 1920 году в возрасте 56 лет, причиной смерти послужила пандемия испанского гриппа и последовавшая пневмония. Младший брат Вебера, Альфред, также стал исследователем в области социологии.

## Биография

### Детство

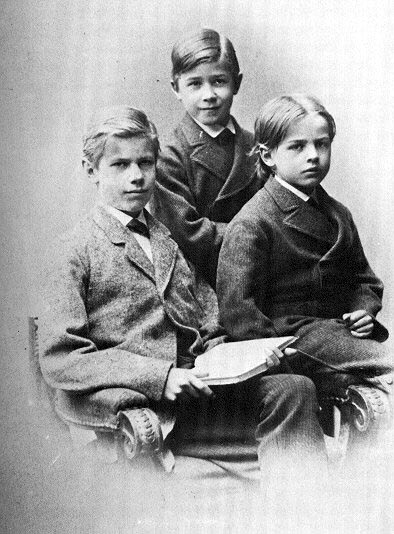
Вебер с братьями Альфредом и Карлом, 1879 год

Вебер родился в 1864 году в Эрфурте, центральном городе Тюрингии. Максимилиан Карл Эмиль стал первым из семи детей Макса Вебера-старшего, состоятельного и известного государственного служащего, члена Национал-либеральной партии. Мать Макса-младшего, Элена (в девичестве Фалленштейн), имела в числе прочих французские гугенотские корни. В течение всей жизни Элена Вебер выражала преданность своим моральным принципам. Характер занятий Вебера-старшего предопределил политическую и академическую природу семейных дискуссий, салон чиновника собирал множество видных учёных и общественных деятелей. Старший сын Вебера вместе со своим братом Альфредом, также избравшим профессию социолога и экономиста, успешно развивались в столь интеллектуальной атмосфере. На Рождество 1876 года тринадцатилетний Макс-младший подарил родителям два исторических эссе, «О направлении германской истории, с особым указанием на фигуры Императора и Папы Римского» и «О римском имперском периоде, от Константина до переселения народов». Занятия с учителями не производили на мальчика никакого впечатления и были для него скучны. В то время как преподаватели выражали возмущение столь непочтительным поведением, Вебер-младший втайне прочитал все сорок томов полного собрания сочинений Гёте. Ещё до поступления в университет Максимилиан ознакомился с большим числом произведений других классиков. Со временем отношения между его родителями стали более напряжёнными: отец был склонен к «земным наслаждениям», а мать по-прежнему непреклонно следовала догмам кальвинизма и «стремилась вести аскетичную жизнь».

### Образование
В 1882 году Вебер поступил на юридический факультет Гейдельбергского университета. После годичной службы в вооружённых силах страны Вебер был переведён в Берлинский университет. Первые несколько лет учёбы будущий учёный с мировым именем провёл «употребляя пиво и занимаясь фехтованием». Во время семейных ссор он всё чаще становился на сторону матери, постепенно отстраняясь от отца. Одновременно с обучением в университете Вебер работал в качестве младшего адвоката. В 1886 году он сдал экзамен, позволявший ему заниматься данным видом деятельности. Во второй половине 1880-х годов он продолжил изучать право и историю. Вебер получил степень доктора юридических наук в 1889 году, защитив историко-правовую диссертацию о солидарной ответственности и раздельных капиталах в торговых компаниях итальянских городов. Данный труд впоследствии стал частью крупной работы «Об истории средневековых торговых компаний, с использованием южно-европейских источников», опубликованной в том же году. Два года спустя Вебер прошёл процедуру хабилитации, темой его новой диссертации стала сельскохозяйственная история Рима и её воздействие на публичное и частное право. Соавтором доктора Вебера тогда выступил Август Мейцен. Став приват-доцентом, Вебер стал преподавать в Берлинском университете и давать консультации правительственным органам.

### Ранний период творчества
В период между защитой диссертации и прохождением хабилитации Вебер занимался изучением современной социальной политики. В 1888 году он присоединился к Союзу социальной политики (нем. Verein für Socialpolitik) — недавно созданной профессиональной ассоциации немецких экономистов исторической школы. Представители союза придерживались мнения о том, что экономическая наука является в первую очередь инструментом для решения социальных проблем соответствующей эпохи. Тогда же Вебер дебютировал в политике, присоединившись к левоцентристской организации «Евангелический социальный конгресс». В 1890 году по инициативе Союза социальной политики стартовала программа по изучению так называемого «польского вопроса», Остфлюхта: польские фермеры из восточной части страны массово мигрировали в стремительно развивающиеся города германского запада. Вебер возглавил группу исследователей и стал автором значительной части итогового доклада Союза по данной теме. Доклад привлёк внимание многих экспертов и стал поводом для широких дискуссий, а Вебер впервые заявил о себе как об исследователе в области социологии. В 1893—1899 годах учёный входил в состав крайне правой политической организации «Пангерманский союз» (нем. Alldeutscher Verband), члены которой протестовали против дальнейшей миграции поляков. Впрочем, степень поддержки Вебером идей германизации славянского этноса и других националистических проектов ныне является предметом дискуссий. В ряде работ, в частности, в противоречивой лекции «Национальное государство и экономическая политика» (1895) социолог выступает против иммиграции поляков и обвиняет в сложившейся ситуации класс юнкеров, интересам которых наплыв славян вполне соответствовал.

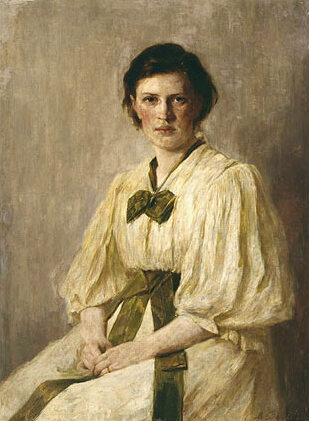
Портрет Марианны Вебер, 1896 год

В 1893 году Вебер женился на далёкой родственнице Марианне Шнитгер. Супруга социолога, сама занимавшаяся наукой, впоследствии занялась защитой прав женщин. После смерти Вебера она собирала и публиковала труды мужа, а её биографическая книга пролила свет на многие стороны жизни учёного. Брак Веберов был бездетным, более того, считается, что не последовало даже его консумации. Женитьба на Шнитгер позволила Веберу обрести долгожданную финансовую независимость, и он наконец смог покинуть дом семьи. В 1894 году Вебер с женой переехали во Фрайбург, где социолог стал университетским преподавателем экономики. Спустя два года он занял аналогичную позицию в Гейдельбергском университете. Там учёный стал центральной фигурой сообщества интеллектуалов, «круга Вебера», объединившем также Марианну, Георга Еллинека, Эрнста Трёльча, Вернера Зомбарта, Марка Блока, Роберта Михельса и Дьёрдя Лукача. Продолжая деятельность в Союзе социальной политики и Евангелическом конгрессе, Вебер сконцентрировался на изучении экономики и истории права.
В 1897 году, через два месяца после тяжёлой ссоры с сыном скончался Вебер-старший. Это обстоятельство положило начало усиливавшимся со временем депрессии, нервозности и бессонницы сына, что отрицательно сказалось на его способности преподавать. Состояние здоровья вынудило Вебера сократить рабочее время и даже прервать учебный курс осенью 1899 года. После нескольких месяцев в санатории Веберы отправились в конце 1900 года в Италию и вернулись в Хайдельберг лишь весной 1902 года. Тем не менее уже в следующем году профессор снова отказался от преподавания и не работал со студентами до 1919 года. Хронология тяжёлого периода жизни и прогрессировавших отклонений психики была в деталях описана самим Вебером, однако записи были уничтожены Марианной. Предполагается, что причиной этого поступка стала боязнь огласки психических расстройств учёного, которая позволила бы нацистам запретить его труды.

### Поздний период творчества
Если в начале 1890-х годов Вебер был крайне продуктивен, то в 1898—1902 годах учёный не опубликовал ни одной работы. Оставив должность профессора в 1903 году, Вебер вступил в должность помощника редактора в научном журнале Archiv für Sozialwissenschaft und Sozialpolitik («Архив социальных наук и общественного благосостояния»), где работал с коллегами Эдгаром Яффе и Вернером Зомбартом. Научные интересы Вебера отныне были связаны с фундаментальными вопросами социологии и других общественных наук — его поздние работы представляют исключительный интерес для современных учёных. В 1904 году «Архив» опубликовал некоторые основополагающие работы Вебера, в том числе его самый известный труд — «Протестантская этика и дух капитализма». Именно тогда был заложен фундамент его дальнейших изысканий, посвящённых воздействию культурных и религиозных факторов на формирование экономических институтов и систем. «Этика» стала единственным эссе Вебера того периода, которое было издано в формате книги при жизни социолога. Другие работы, написанные в первые пятнадцать лет XX века и вышедшие в свет уже после смерти автора, связаны с исследованиями в области социологии религии, социологии права и экономической социологии.
В 1904 году Вебер посетил Соединённые Штаты и принял участие в Конгрессе искусств и наук, приуроченном к Всемирной выставке в Сент-Луисе. Несмотря на частичное выздоровление, Вебер всё ещё не мог возобновить преподавание и продолжал исследования в качестве независимого учёного благодаря наследству, полученному в 1907 году. В 1909 году, разочаровавшись в деятельности Союза социальной политики, Вебер совместно с Рудольфом Гольдшайдом, Георгом Зиммелем, Фердинандом Тённисом и Вернером Зомбартом стал сооснователем Германской социологической ассоциации. Он стал первым казначеем этой организации (нем. Deutsche Gesellschaft für Soziologie). В 1912 году Вебер вышел из состава ассоциации и предпринял попытку создания политической партии левого крыла, которая объединила бы социал-демократов и либералов. Инициатива не увенчалась успехом, поскольку сторонники либеральной идеологии не разделяли революционных идеалов левых политиков.

### Политическая деятельность

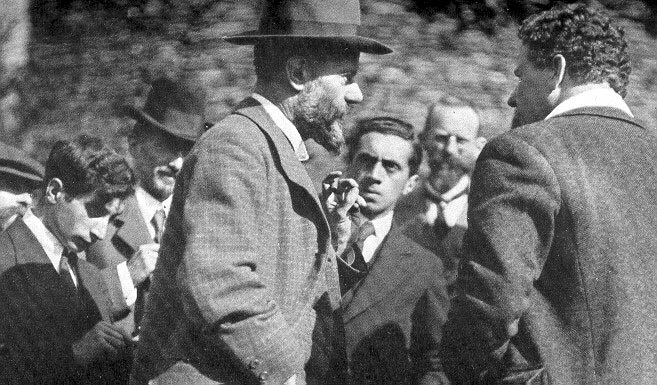
Вебер (на переднем плане) и Эрнст Толлер (анфас, справа от Вебера), 1917 год

После начала Первой мировой войны пятидесятилетний Вебер добровольно поступил на военную службу, получив чин офицера резерва. По долгу службы он занимался организацией тыловых госпиталей в Гейдельберге вплоть до конца 1915 года. С течением войны его взгляды на конфликт и экспансию Германской империи менялись. В самом начале войны он разделял взгляды националистов и поддерживал идею ведения военных действий. В то же время он считал, что участие в войне является обязанностью Германии как одного из ведущих государств. Позже позиция Вебера кардинально изменилась, и учёный стал одним из последовательных критиков дальнейшей экспансии империи и военной политики кайзера. Он также публично осуждал идеи захвата Бельгии и неограниченной подводной войны. Ещё через некоторое время Вебер выступил в поддержку конституционных реформ, демократизации германской политической системы и введения всеобщего избирательного права.
В 1918 году Вебер вошёл в состав гейдельбергского совета рабочих и солдатских депутатов. В следующем году Вебер отправился на Парижскую мирную конференцию в составе германской делегации. Будучи советником при Секретном комитете по конституционной реформе, он способствовал разработке Веймарской конституции (1919). Вебер хорошо понимал устройство политической системы США и выступал за создание выборного мощного института президентства, который служил бы противовесом бюрократической власти. Спорным является мнение о том, что Вебер настаивал на закреплении в документе чрезвычайных полномочий президента. Статья 48 Веймарской конституции действительно содержит подобное положение, которое было впоследствии использовано Адольфом Гитлером для подрыва других конституционных норм, подавления оппозиции и установления тоталитарного режима.

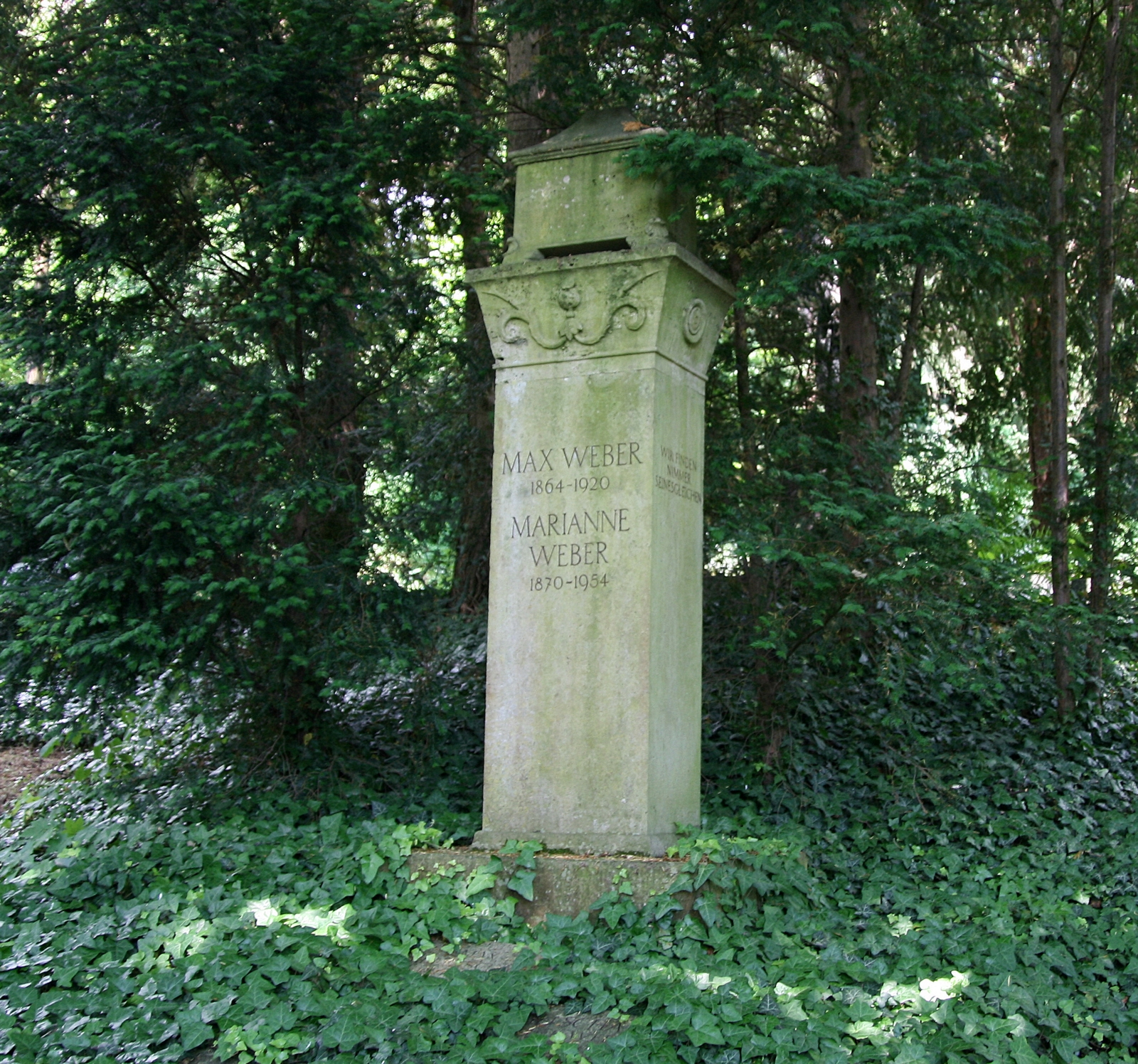
Могила Вебера в Хайдельберге

Вебер безуспешно баллотировался в парламент от Немецкой демократической партии, организации либерального толка, одним из основателей которой был он сам. Вебер выступил как против Ноябрьской революции, так и против ратификации Версальского мирного договора, что сделало его оппонентом практически всех политических сил Германии. Считается, что именно эта принципиальная позиция помешала Веберу занять государственную должность в период правления Фридриха Эберта, первого президента Веймарской республики из партии СДПГ. В то время фигура Вебера была весьма уважаема, однако он не имел влияния на политическую ситуацию в стране. Историки до сих пор дискутируют относительно роли Вебера в политической жизни Германии.

### Последние годы жизни
Разочаровавшись в политике, Вебер вернулся к преподавательской работе в 1919 году. После нескольких месяцев работы в Вене он переехал в Мюнхен. В Мюнхене Вебер возглавил первый германский институт социологии, при этом не занимая профессорской должности. Его последние лекции собраны в книгах «Наука как призвание и профессия» (нем. Wissenschaft als Beruf, 1918), «Политика как призвание и профессия» (нем. Politik als Beruf, 1919) и «Общая экономическая история» (нем. Wirtschaftsgeschichte, 1923). Баварские коллеги и студенты Вебера резко раскритиковали его точку зрения в отношении Ноябрьской революции, и представители правого студенчества устроили демонстрацию напротив дома учёного. В Мюнхене Вебер заразился испанским гриппом и умер от пневмонии 14 июня 1920 года. Перед смертью он работал над своим magnum opus «Хозяйство и общество» (нем. Wirtschaft und Gesellschaft), которое было издано при содействии Марианны в 1921—1922 годах.

## Научная деятельность

### Внешние влияния
Представители немецкого идеализма и, в особенности, неокантианства оказали сильное влияние на формирование Вебера как мыслителя. Вебер познакомился с работами неокантианцев благодаря советам его коллеги из Фрайбургского университета Генриха Риккерта. Особенно важной для социолога была вера неокантианцев в то, что реальность представляет собой нечто хаотичное и непостижимое, а всё рациональное и упорядоченное есть продукт концентрации человеческого мышления на тех или иных аспектах действительности и систематизации полученных извне данных. Взгляды Вебера на методологию общественных наук перекликаются с точкой зрения известного неокантианца и пионера социологии Георга Зиммеля.
Вебер также находился под влиянием кантианской этики, хотя он и считал, что нравственная система Канта устарела для современного мира, лишённого религиозной строгости. Подобное мнение отчётливо указывает на наличие влияния со стороны философии Фридриха Ницше. Согласно Стэнфордской энциклопедии философии, «глубокое противоречие между кантианскими нравственными императивами и ницшеанским диагнозом современному культурному миру, вероятно, и есть то, что придаёт этическому мировоззрению Вебера столь мрачно-трагический и агностический оттенок». Другим важнейшим источником вдохновения для Вебера послужили работы Карла Маркса и другие академические исследования социализма. Вебер разделял некоторые опасения Маркса в отношении развития бюрократических систем, считая, что им доступны алгоритмы намеренного подавления человеческой свободы. По мнению Вебера, конфликт между чиновничеством и другими сословиями постоянен и неизбежен. Очевидным в работах Вебера является след, оставленный религиозностью матери. Однако несмотря на наличие интереса к проведению социолого-религиозных исследований Вебер никогда не скрывал своей светскости.
Вебер как экономист принадлежал немецкой исторической школе. Среди других известных представителей течения следует отметить Густава фон Шмоллера и Вернера Зомбарта, студента Вебера. При всём соответствии научных интересов Вебера общему направлению исследования в рамках школы его взгляды на теорию стоимости разнились с мнениями других сторонников историзма. Концепция стоимости Вебера была во многом схожа с теорией Карла Менгера, представлявшего конкурирующую австрийскую школу.

### Методология
В отличие от других классиков социологической мысли, например, Конта и Дюркгейма, Вебер не стремился создать некий свод правил, регламентирующих порядок проведения социальных исследований. В противоположность Дюркгейму и Марксу Вебер концентрировал внимание на индивиде и культуре — его метод отчётливо свидетельствует об этом. Если Дюркгейм уделял внимание в первую очередь обществу, то Вебер концентрировался на отдельных его представителях и их действиях. Маркс утверждал, что материальный мир превалирует над идеальным, а Вебер считал, что идеи являются основными мотивирующими факторами действий индивидов, по крайней мере в макроскопической картине.
Учёный говорил о социологии следующее:
…наука, которая пытается достичь интерпретативного понимания социального действия с целью нахождения каузального объяснения его направления и эффектов.
Вебер был озабочен проблемой соотношения объективности и субъективности. Он различал понятия социального действия и социального поведения. Он отмечал, что социальное действие можно исследовать через призму субъективных взаимоотношений между индивидами. Анализ социального действия посредством интерпретативных способов (нем. Verstehen) должен основываться на понимании субъективных смыслов и целей, которые индивиды придают своим действиям. Вебер отмечал, что роль субъективного фактора в социальных науках осложняет процесс выведения общих законов той или иной стороны общественной жизни. Социолог писал, что объём объективного знания, которое когда-либо будет получено в сфере общественных наук, пугающе мал. В целом Вебер поддерживал стремление к построению объективной системы общественно-научных знаний, хотя и считал эту цель недостижимой.
Не существует совершенно никакого «объективного» научного анализа культуры… Всё знание культурной действительности… всегда является знанием, искажённым точкой зрения. …«объективный» анализ культурных событий, проводимый в соответствии с тезисом о том, что идеалом науки является редукция эмпирической действительности до «законов», бессмысленнен… [поскольку]… знание законов общества не равнозначно знанию общественной действительности, но является скорее одним из многих способов, которые наш разум использует для достижения этой цели [знания].
В работах Вебера заметно применение принципа методологического индивидуализма, согласно которому следует рассматривать различные коллективные институты (нации, политические и религиозные структуры, предприятия) исключительно как продукт действий отдельных личностей. Особенно ярко этот подход проявляется в первой главе «Экономики и общества», где Вебер говорит, что лишь индивиды могут рассматриваться в качестве действующих лиц при развитии некоего субъективно понимаемого события. Другими словами, потенциал изучения социальных явлений ограничен областью применения некоторых моделей поведения индивидов (Вебер называл эти модели «идеальными типами», Idealtypus). Идеальные типы никогда не встречаются в чистом виде, но являются определёнными стандартами, позволяющими сопоставлять конкретных личностей.
Методология Вебера разрабатывалась в контексте происходивших тогда прений относительно общей методологии социальных наук, вошедших в историю под названием Methodenstreit («прения о методах»). Позиция Вебера была близка к парадигме историзма: он считал, что социальные действия во многом определяются особенностями исторической среды, и, следовательно, для их полного понимания требуется анализ всех существенных характеристик периода. Для исторического анализа Вебер применял в том числе сравнительные (компаративные) методы. Важной чертой творчества социолога являлось то, что он стремился истолковать события прошлого или настоящего, а не предсказывать будущее развитие процессов.

### Понимающая социология и теория социального действия
Свою концепцию Вебер называл понимающей социологией. Он считал, что целью социологической науки является анализ социального действия и обоснование причин его возникновения. Пониманием в данном контексте обозначается процесс познания социального действия через смысл, который вкладывает в данное действие сам его субъект. Таким образом, предмет социологии составляют все идеи и мировоззрения, детерминирующие поведение человека. Вебер отказался от попыток использования естественно-научного метода в анализе и считал социологию «наукой о культуре».
Социальным действием, пишет Вебер, считается действие, которое по смыслу соотносится с действиями других людей и ориентируется на них. Так, Вебер выделяет 2 признака социального действия:
1. осмысленный характер;
2. ориентация на ожидаемую реакцию других лиц[61].

Вебер выделяет четыре типа социального действия в порядке убывания их осмысленности и осмысляемости:
1. целерациональное — когда предметы или люди трактуются как средства для достижения собственных рациональных целей. Субъект точно представляет цель и выбирает оптимальный вариант её достижения. Это чистая модель формально-инструментальной жизненной ориентации, такие действия чаще всего встречаются в сфере экономической практики;
2. ценностно-рациональное — определяется осознанной верой в ценность определённого действия независимо от его успеха, совершается во имя какой-либо ценности, причем её достижение оказывается важнее побочных последствий: капитан последним покидает тонущий корабль;
3. традиционное — определяется традицией или привычкой. Индивид просто воспроизводит тот шаблон социальной активности, который использовался в подобных ситуациях ранее им или окружающими: крестьянин едет на ярмарку в то же время, что и его отцы и деды.
4. аффективное — определяется эмоциями[62][63].

Социальное отношение по Веберу является системой социальных действий, к социальным отношениям относятся такие понятия как борьба, любовь, дружба, конкуренция, обмен и так далее. Социальное отношение, воспринимаемое индивидом как обязательное, обретает статус законного социального порядка. В соответствии с видами социальных действий выделяются четыре типа законного (легитимного) порядка: традиционный, аффективный, ценностно-рациональный и легальный.

### Рационализация
Многие историки указывают, что изучение процесса рационализации, то есть перехода общества от традиционного состояния к современному, и возникшего в новых условиях феномена личной свободы составляют центральную тему творческой биографии Вебера. Данная тематика была выделена из более широкого круга исследуемых Вебером явлений: психологических мотиваций, культурных ценностей, религиозных верований и структуры общества, часто определяемой экономическим укладом. Основными характеристиками нового рационального общества Вебер видел, во-первых, индивидуальный подход к учёту доходов и расходов каждого домохозяйства, во-вторых, более широкое распространение бюрократии, и, наконец, отказ от интерпретации происходящего с точки зрения мистики или магии (процесс «расколдовывания»):
Удел нашего времени характеризуется процессами рационализации и интеллектуализации и, сверх того, «расколдовыванием мира».
Вебер приступил к анализу указанных вопросов в работе «Протестантская этика и дух капитализма». Он писал о том, что переосмысление труда как добродетели в протестантской среде, особенно в её аскетических деноминациях, сделало людей более рациональными в попытках достичь благосостояния. Согласно протестантским учениям, верующий человек выражает свою преданность богу усердием в исполнении своего светского призвания. Однако вскоре рациональная парадигма стала несовместимой со своими религиозными корнями, и в результате религия была отвергнута обществом.
Рассмотрение данного вопроса было продолжено в дальнейших работах, посвящённых анализу бюрократической системы. Там же Вебер выделил три типа легитимной власти: традиционный, харизматический и рационально-легальный — последний, по его мнению, стал в современном мире доминирующим. Процесс рационализации, обусловивший становление капиталистической формы хозяйствования, стал, по мнению Вебера, причиной расхождения западноевропейского пути развития и направлений развития других цивилизаций. Вместе с тем, рационализация кардинально преобразила этику, религию, психологию и культуру Запада в целом.
Среди особенностей рационализации Вебер отмечал обогащение научного знания, прогрессирующую обезличенность и расширяющийся контроль за жизнью общества. Отношение самого социолога к процессу было двойственным: с одной стороны, он признавал за новой парадигмой ряд важных завоеваний, в частности, освобождение человека от традиционных иррациональных директив, с другой, Вебер критиковал механистичность нового общества и ограничение свободы личности как его части. Сначала общество отказалось от политеистической религии, а затем от любых мистических верований вовсе, и этот отказ Вебер счёл деструктивным в ценностном и творческом отношении. Согласно Веберу, рациональное общество родилось благодаря индивидуалистическому духу протестантской Реформации, но с течением времени становилось всё менее подходящим для проявления индивидуализма.

### Социология религии
«Протестантская этика» стала первым эссе учёного в области социологии, затем последовали работы «Религия Китая: конфуцианство и даосизм», «Религия Индии: социология индуизма и буддизма», а также «Древний иудаизм». Анализ других верований, в том числе раннего христианства и ислама, был прерван внезапной смертью социолога в 1920 году. Тремя основными вопросами, рассматриваемыми в указанных трудах, стали воздействие религиозной доктрины на хозяйственный уклад общества, её влияние на структуру социума и причины, обусловившие выбор цивилизацией пути развития, альтернативного западному.
Вебер считал религию одной из центральных движущих сил общества. Сравнивая некую культуру с западноевропейской цивилизацией, он стремился избежать оценочных суждений, что отличало его от исследователей-современников, часто склонных к трактовкам в духе социал-дарвинизма. В своих исследованиях Вебер пришёл к выводу о религиозном характере предпосылок быстрого развития Запада, однако он не считал их единственными факторами дифференциации обществ. Вебер также писал о стремлении европейцев к рациональному научному знанию, систематизации и бюрократизации государственного и экономического управления.  
Вебер предложил социально-эволюционную модель развития религии, показав, что в общем случае общества движутся от мистических верований к политеизму, затем к пантеизму, монотеизму и, наконец, этическому монотеизму. Он писал, что такого рода эволюция следовала за стабилизацией экономической системы общества, которая сделала возможной профессионализацию, и за развитием духовенства как сословия. Иерархия божеств сформировалась под влиянием разделения общества на группы, в то время как процесс централизации власти предопределил успех концепции единого всемогущего бога.

#### «Протестантская этика и дух капитализма»

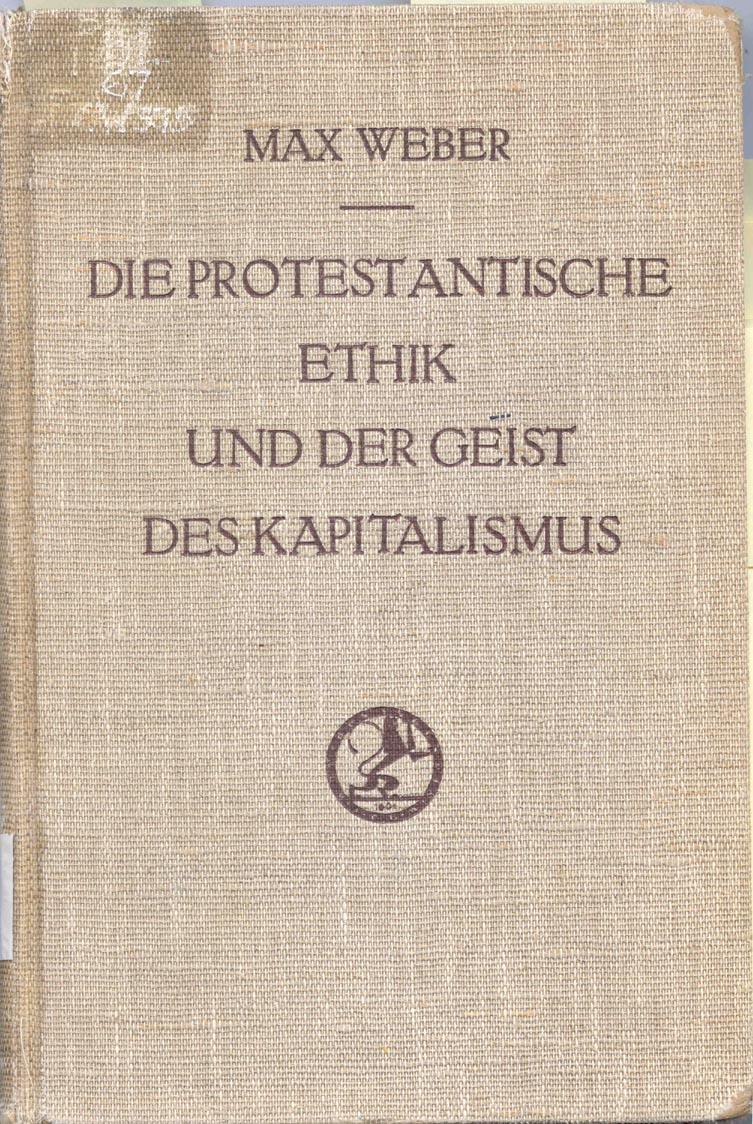
Обложка оригинального издания «Протестантской этики» на немецком языке

Эссе стало наиболее популярной работой Вебера. По мнению некоторых исследователей, работу следует воспринимать не как цельное подробное исследование протестантизма, но скорее как вступление к его последующим трудам в этой области. В самой же «Этике» Вебер писал о том, что особенная этическая система кальвинизма как одной из деноминаций протестантского течения послужила причиной переноса экономического центра Европы из католических французских, испанских и итальянских городов в нидерландские, английские, шотландские и немецкие. По мнению Вебера, общества с большей долей приверженцев Реформации сумели создать более развитую капиталистическую экономику. Аналогично во многоконфессиональных странах крупнейшие предприниматели были протестантами. Так, Вебер утверждал, что римское католичество, так же как конфуцианство и буддизм, стало преградой для обществ на пути к развитию капиталистического хозяйства.
Развитие концепции призвания вскоре одарило современного предпринимателя кристально чистой совестью — а также трудолюбивыми работниками; он же, взамен на их аскетическую преданность призванию и непротивление беспощадной капиталистической эксплуатации, давал им перспективу вечного спасения.
Христианская вера исторически предполагала отказ от погружения в мирские дела, в том числе связанные с преследованием выгоды. Вебер показал, что данный тезис применим не ко всем течениям христианства, и некоторые конфессии не только поддерживают разумное участие в хозяйственных делах, но и наделяют их нравственным и духовным значением. Этическая система кальвинистов мотивировала последователей к упорному труду, рациональному ведению хозяйства и вложению прибыли в дальнейшее производство. Концепция божественной природы призвания указывала, что хозяйственная деятельность является необходимым условием вечного спасения, праведность во всех других сторонах жизни была недостаточной. Учение о предопределённости каждой судьбы снижало градус социальной напряжённости в отношении экономического неравенства, более того, богатство признавалось важным индикатором блаженной загробной жизни. Таким образом, погоня за благосостоянием считалась признаком не греховных жадности или честолюбия, но нравственности и праведности. Вебер называл это «духом капитализма», подчёркивая нематериальный характер предпосылок формирования капиталистической системы хозяйствования. Некоторые исследователи рассматривают эту концепцию как обратную марксистскому экономическому «базису», который, напротив, был фундаментом каждого социума и определял сущность «надстройки» — правовых, религиозных, семейных и иных общественных отношений.
Вебер отказался от дальнейших исследований протестантской этики, так как его коллега Эрнст Трёльч, профессиональный теолог, начал работу над книгой «Социальное учение о христианских церквях и сектах». Предыдущие труды Трёльча уже удовлетворили исследовательские намерения Вебера и, по его мнению, заложили основы дальнейшего анализа религии как социологической категории.
Термин «трудовая этика», используемый в современных текстах о Вебере, является производной от употребляемой им «протестантской этики». Введение общего термина стало необходимым после того, как идеи о связи религии и экономики были перенесены с европейского на другие общества.

#### «Религия Китая: конфуцианство и даосизм»
Книга «Религия Китая: конфуцианство и даосизм» стала второй крупной работой Вебера в области социологии религии. Здесь он уделил внимание тем характеристикам китайского общества, которые отличали его от западного, особым образом указав на противоречие некоторых из них пуританской этике. Исследуя китайские религии, Вебер пытался объяснить, почему капитализм не был рождён китайской культурой без внешнего влияния. Он писал о развитии городов Китая, китайском чиновничестве и патриархальном укладе общества, местной религии и философии, по большей части — о конфуцианстве и даосизме. По мнению Вебера, эти институты отличались от своих европейских аналогов больше, чем другие.
Согласно Веберу, конфуцианство и пуританство являются взаимоисключающими формами рационального учения, при этом обе системы требуют от последователя построения жизни в строгом соответствии с религиозными догмами. И в китайском, и в европейском учении высоко ценится самоконтроль и сдержанность, а накопление богатства не запрещается. Однако несмотря на общие черты, цели конфуцианства и пуританства принципиально различаются: если для представителей первого важнейшей задачей является утверждение строгой социальной иерархии, то пуританство должно было сделать всех людей «орудиями в руках бога». В отличие от протестантов, конфуцианцы редко демонстрировали глубокую веру и волю к деятельности, труд как способ достижения благосостояния считался в конфуцианской среде неприличным. Вебер считал, что данная особенность предопределила дальнейшее экономическое развитие Китая.

#### «Религия Индии: социология индуизма и буддизма»
Третья крупная социолого-религиозная работа Вебера была посвящена традиционным верованиям Индии. Он исследовал влияние ортодоксального индуизма и гетеродоксального буддизма на социальную структуру и светскую этику индийского общества. Если в китайской культуре главным препятствием на пути к становлению капиталистических отношений была конфуцианская система мотивации, то модернизации Индии, по мнению Вебера, помешал индуизм. Кастовая система делала невозможной вертикальную социальную мобильность, а хозяйственная деятельность не представляла для индуиста никакой важности, поскольку не способствовала возвышению души.
Вебер завершил свой анализ сравнением индийской религиозной культуры с китайской, рассмотренной в предыдущей работе. Смысл жизни китайцев и индийцев, связанный с мистическим духовным опытом, был локализован вне материального мира. Социальная структура обоих обществ предполагала чёткое разделение образованных элит, следовавших за мудрым словом пророка или мудреца, и необразованных масс, чьи верования были пропитаны мистикой. Азиатские культуры не создали мессианских пророчеств, и поэтому различные социальные слои не находили в религии объединяющего начала. В отличие от мессианских пророчеств, впитанных западной культурой, азиатские священные тексты были адресованы в первую очередь представителям высших слоёв социальной иерархии, они содержали каноны праведной жизни и, как правило, не сообщали о необходимости упорного труда и иных проявлениях материального мира. Вебер считал, что именно поэтому западные общества не последовали путём развития китайской и индийской цивилизаций. Новая работа «Древний иудаизм» должна была подтвердить эту гипотезу.

#### «Древний иудаизм»
Книга посвящена анализу ранних форм иудаизма, но масштаб рассматриваемых в ней проблем широк — в очередной работе Вебер попытался дать толкование первичным отличиям религий Востока и Запада. Он противопоставил развитый в западном христианстве аскетизм внутреннего мира, допускающий участие в мирском труде, мистическому созерцанию, которое характерно для восточных верований. Социолог отмечал, что некоторые черты христианства не позволяли приверженцам примириться с недостатками действительности, но заставляли захватывать мир и менять его. Вебер находил истоки этого притязания в древних иудейских пророчествах. Учёный считал, что религия древних евреев, породившая христианскую и исламскую культуру и оказавшая влияние на греческую и римскую цивилизации, предопределила успех западного общества.
Вебер планировал исследовать тексты Псалтири, Книги Иова, Талмуда, проанализировать раннюю историю христианства и ислама, однако этим намерениям помешала смерть социолога в 1920 году.

#### «Хозяйство и общество»
В своей крупнейшей работе «Хозяйство и общество» Вебер выделил три идеальных типа религиозного мироощущения: мистицизм, отрицающий мир аскетизм и аскетизм внутреннего мира. Магию он определил как нечто, предшествующее религии.

#### Теодицея счастья и несчастья
Под теодицеей счастья и несчастья как социологической теорией Вебер понимал то, как представители различных социальных групп используют религиозные тезисы для толкования своего положения в обществе.
Вебер, привлёкший внимание научного сообщества к этической стороне религии, обогатил содержание теодицеи как философской категории в целом. Выделялось две этических составляющих религии: сотериология, то есть понятие человека о своих взаимоотношениях с высшими силами, и теодицея, позволяющая понять природу зла или объяснить, почему ему подвержены праведные люди. Представители различных социальных групп занимают разные места в иерархии общества и, следовательно, нуждаются в разных обоснованиях своей участи. Теодицеи, обосновывающие несчастье, сообщают, что всевозможные общественные привилегии являются проявлениями зла, теодицеи же счастья считают их заслуженным благословенным подарком свыше. Другими словами, состоятельные христиане видят в своём положении благословение Бога, в то время как судьба бедных верующих даёт им надежду на спасение после смерти. Подобная двойственность характерна не только для сословной дифференциации общества, но также для субконфессиональной и этнической.
Вебер проанализировал, насколько социальный статус человека важен при его контакте с религиозными институтами. Концепция трудовой этики описывалась теодицеей счастья, поскольку предприниматели были богаче и образованнее других протестантов. Те же, кто не обладал материальным благополучием, прибегали к теодицее несчастья и рассчитывали на богатство в загробном мире. Бедные протестанты демонстрировали глубокую веру и преданность Богу, в то время как состоятельные прихожане веровали в ту часть учения, которая подтверждала их право на богатство.
Разделение верующих по субконфессиональному признаку особенно ярко выражалось на примере основных протестантских церквей и евангелических деноминаций. Центральная церковь, благоволившая к высшим слоям общества, поддерживала установившуюся общественную иерархию, так как её сила во многом обеспечивалась пожертвованиями богатой части паствы. Пятидесятники, напротив, разделяли теодицею несчастья и выступали за установление социальной справедливости.

### Политическая социология

#### Социология власти
Главной работой Вебера в области политической социологии стало эссе «Политика как призвание и профессия». Социолог предложил своё определение государства — по мнению Вебера, это институт, который обладает монопольным делегируемым правом на легитимное применение насилия. Он писал, что политика представляет собой процесс распределения государственной власти между различными группами, политических же лидеров он понимал как обладателей этой власти. Вебер не считал, что политик должен разделять «истинную христианскую этику», отождествляемую им с этикой Нагорной проповеди. Вебер считал, что политика — не место для праведников, и что политик должен соответствовать этике убеждений и этике ответственности, то есть быть верным своим идеалам и отвечать за свои действия. Политическая деятельность, писал социолог, требует от человека страсти к своему занятию и способности дистанцироваться от объекта своего управления.
Вебер выделил три идеальных типа политической власти:
1. харизматический, характерный для семейных и религиозных властных институтов;
2. традиционный: патриархальный, патримониальный и феодальный;
3. рационально-легальный, присущий современному государству и бюрократии[99].

Данный подход позволял классифицировать любой исторический образец властных отношений. Вебер считал харизматический тип власти нестабильным и подверженным трансформации в более структурированную форму. Традиционный тип властвования может быть преодолён при успешном противодействии лидеру в рамках «традиционной революции». Согласно Веберу, на некоторой стадии развития общество неизбежно обращается к рационально-легальному типу, одним из преимуществ которого является использование института государственной службы. Таким образом, эволюция власти в представлении Вебера является частью общей социальной эволюции. Теория рационализации Вебера также предполагает неизбежность эволюции властных отношений.
В книге «Хозяйство и общество» Вебер выделил множество типов государственного управления. Часть книги, посвящённая анализу бюрократизации общества, является одной из самых объёмных. Именно Вебер впервые исследовал чиновничество как социальный институт — популярность данного термина во многом обеспечена его творчеством. Многие аспекты современного государственного управления восходят к трудам Вебера, кроме того, классическая строго структурированная система гражданской службы континентального типа носит имя социолога. Бюрократизация как наиболее действенный и рациональный способ организации государственного управления является для Вебера ключевой характеристикой рационально-легального типа власти и одной из важнейших составляющих процесса модернизации западного общества.
Учёный выделил некоторые необходимые условия формирования бюрократического аппарата:
- увеличение администрируемой территории и числа подконтрольных лиц;
- повышение сложности выполнения административных заданий;
- появление монетарной экономики, в которой происходит активное обращение денежных средств[105].

Развитие путей сообщения и средств коммуникации сделало государственное управление более эффективным, одновременно породив требования демократизации общества.
Идеальный тип бюрократии по Веберу предполагает наличие чёткой иерархии должностей, строго определённых компетенций, писаных правил ведения деятельности, новые же нормы должны носить нейтральный характер. Чиновники в модели учёного должны получать квалифицированное обучение и продвигаться по службе исключительно на основании профессиональной зрелости, уровень которой должен определяться не отдельными субъектами, но группами экспертов.
Решающим аргументом, определяющим превосходство бюрократической организации, является её чисто техническое превосходство над любой другой формой организации.
Признавая бюрократию наиболее эффективной и даже незаменимой формой организации современного государственного управления, Вебер видел в ней и угрозу личной свободе граждан. Всё более рациональный подход к организации жизни в обществе загонял людей в «железную клетку» бюрократического контроля. Для сдерживания чиновников обществу требуются сильные политики и предприниматели.

#### Социальная стратификация
Вебер сформулировал трёхкомпонентную теорию стратификации, в которой выделил класс, социальный статус и принадлежность к политической партии в качестве основных характеристик положения индивида в общественной иерархии. Вебер различал понятия класса и социального класса. Под «классом» он понимал набор экономически детерминированных отношений индивида, в общем совпадающий с определением Маркса. Неравномерное распределение экономических ресурсов обуславливает неравное распределение «жизненных шансов» и вместе с этим, по Веберу, является основным условием формирования класса. Класс имущих представляет собой всевозможных рантье, живущих исключительно или преимущественно на доход от аренды домов, земли или дивидендов с акций. Они противопоставляются классу неимущих: деклассированым, должникам. Однако для Вебера классовый подход был явлением гораздо более сложным. Он дополнил описанный Марксом конфликт между капиталистом и рабочим описанием конфликтов между финансовыми капиталистами и их заемщиками, а также между продавцом и покупателем и ввел понятие социального класса. Социальный класс определяется не по отношению к средствам производства, а своей позицией на рынке. Социальные классы борются друг с другом, используя различные пути для установления контроля за рынками: деньги и кредит, земля, различные производящие индустрии, различные рабочие умения.
Социальный статус понимается как противоположность экономической социальной стратификации. Статусные группы находятся в сфере культуры. Это не просто статистические категории, а реальные сообщества, люди, которых связывает общий стиль жизни и мировоззрение и которые идентифицируют себя через принадлежность к группе. Между классом и статусной группой есть глубокая связь, и всякий успешный господствующий класс должен быть организован в статусную группу, которая всегда идеализирует себя и настаивает на своей исключительности в культурном смысле. Вебер подчёркивал в своем сравнительном анализе, что высшие классы всегда предпочитают религию, преисполненную государственного церемониала, средние классы — аскетическую моралистическую религию, а низшие классы относятся к религии как к магии, приносящей удачу. Вебер также обратил внимание на роль образования в создании статусных групп:103—105.
Третий компонент теории стратификации — это партии или группы власти. Вебер указывает, что борьба политиков не сводится к борьбе экономических классов или статусных групп, так как у них есть свои собственные интересы. Партии у Вебера находятся «в доме власти», то есть населяют государство; они чётко отделены от деловых и финансовых организаций. В терминологии Вебера успешное государство побуждает большинство населения внутри своих границ ощущать себя членами единой статусной группы — нации:106—107.
Каждый из трёх статусов индивида дарует ему некоторые возможности для улучшения своих позиций в обществе — Вебер назвал их «жизненными шансами».

### Социология города
Вебер исследовал ещё одну особенность западного мира — уникальную роль городов в развитии социальных и экономических отношений, политического устройства и мысли Запада. Результаты его анализа, проведённого, вероятно, в 1911—1913 годах, были опубликованы в книге «Город» (1921). В 1924 году материалы книги вошли во второй том издания «Экономики и общества». Вебер писал, что город представляет собой политически автономное и физически отделённое от окружающего мира образование, в котором плотно живущие люди занимаются специализированным трудом. В полной мере данному определению соответствуют только города Запада, которые оказали значительное влияние на культурную эволюцию Европы:
Истоки рациональной этики и этики внутреннего мира связаны с появлением на Западе мыслителей и пророков, …которые развивались в особых общественных условиях, чуждых азиатским культурам. Этими условиями были политические проблемы, порождённые городской буржуазной статус-группой, без которых ни иудаизм, ни христианство, ни развитие эллинистической мысли были бы невозможны.
Вебер утверждал, что появление иудаизма, раннего христианства, теологии, а затем — политической партии и современной науки было возможно исключительно в городских условиях, высшей степени развития которых достиг только Запад. В развитии средневековых европейских городов он отмечал появление уникальной формы нелегитимной власти, которая бросала вызов легитимной (харизматической, традиционной и рационально-легальной) — эта новая власть поддерживалась колоссальной экономической и военной мощью организованных сообществ горожан.

### Экономика
Вебер считал основной областью своих исследований политическую экономию, хотя ныне он известен как один из основателей современной социологии. Экономические воззрения учёного были близки к доктрине немецкой исторической школы. Отсутствие должного внимания к экономическим исследованиям Вебера отчасти объясняется тем, что сфера интересов и метод сторонников историзма значительно отличались от методологии неоклассической школы, которая составляет основу современного экономического мейнстрима.

#### Методологический индивидуализм
Важнейшие труды Вебера в экономике связаны с интерпретацией экономической истории. В этом вопросе он придерживался концепции методологического индивидуализма, что противоречило общей методологии историзма. Данная концепция построена на предположении о том, что любые социальные явления могут быть в точности описаны при рассмотрении их в качестве продукта определённых намерений индивидов. Споры вокруг методологического индивидуализма стали частью более широкого круга методологических дискуссий конца XIX века — Methodenstreit. Впоследствии некоторые учёные попытались использовать концепцию как связующее звено между микроэкономикой и макроэкономикой, а сам термин «методологический индивидуализм» был введён известным австро-американским экономистом Йозефом Шумпетером для описания взглядов Вебера. Вебер считал, что исследование общественных явлений не может быть полностью индуктивным или дескриптивным, так как понимание некоего феномена подразумевает не только простое усвоение описания явления, но и его интерпретацию. Интерпретация же требует сопоставления с одним из абстрактных идеальных типов. Это утверждение в совокупности с антипозитивистским подходом понимающей социологии (нем. Verstehen) может служить методологической базой модели рационального экономического агента (homo economicus), на которой основывается весь современный мейнстрим.

#### Маржинализм и психофизика
В отличие от других представителей исторической школы, Вебер разделял взгляды маржиналистов на принцип формирования стоимости в экономике. Преподавая студентам экономическую теорию, Вебер придерживался именно маржинального подхода. Особенность учения маржиналистов состоит в том, что они рассматривают предельные экономические величины (предельную полезность блага, предельную производительность труда и проч.) в качестве основных детерминант стоимости. В 1908 году Вебер опубликовал статью, в которой отчётливо указал на различие методов психологии и экономики, отвергнув тем самым базировавшиеся на законе Вебера — Фехнера предположения о том, что маржинальная теория стоимости описывает форму психологической реакции человека на экономические стимулы. Авторитетные экономисты Лайонел Роббинс, Джордж Стиглер и Фридрих фон Хайек признали статью Вебера окончательным опровержением связи между экономической теорией стоимости и законами психофизики. Тем не менее, с развитием поведенческой экономики данный вопрос снова обрёл актуальность.

#### Экономическая история
Важнейшим достижением Вебера с точки зрения экономической науки стал анализ религиозных предпосылок генезиса капиталистического пути развития общества. Мыслитель утверждал, что бюрократизированная политическая и экономическая системы, сформировавшиеся в Средние века, а также новые способы ведения хозяйственного учёта и организации формально свободного труда стали не менее важными факторами в развитии современного капитализма. С другой стороны, политика и экономика древних цивилизаций, для которых были характерны регулярные завоевательные войны, рабство и прибрежное расположение городов, препятствовали становлению капиталистических отношений. В 1891 и 1892 годах соответственно Вебер представил работы о сельскохозяйственной экономической истории Рима и трудовых отношениях в Восточной Германии, а в 1889 году была опубликована работа по истории коммерческих партнёрств Средневековья. Вебер критиковал марксистский взгляд на экономику, сопоставлял идеалистический и материалистический подходы к формированию капитализма. Его принадлежность немецкой исторической школе прослеживается в трудах «Хозяйство и общество» (1922) и «Общая экономическая история» (1923).
Экономические исследования Вебера оказали влияние на Фрэнка Найта, американского экономиста, стоявшего у истоков неоклассической Чикагской школы. В 1927 году вышел в свет его перевод «Общей экономической истории» на английском языке. Позже Найт писал, что Вебер был единственным экономистом, занимавшимся вопросом формирования капитализма с точки зрения компаративной истории, которая является исключительным методом в решении подобных проблем.

#### Хозяйственный учёт
Вебер, как и Вернер Зомбарт, рассматривал эволюцию количественных методов ведения хозяйства и, в частности, появление метода двойной записи при учёте, в качестве одной из важнейших составляющих процесса рационализации. Вебер, заинтересованный вопросом эволюции экономических расчётов, выступил с критикой социалистической системы хозяйствования, так как, по его мнению, она не обладала внутренним механизмом оптимального распределения ресурсов между предприятиями и домохозяйствами. Представители левой интеллигенции, в том числе Отто Нейрат, обнаружили, что при полном отсутствии рыночного механизма в экономике цены не будут существовать, поэтому центральный планирующий орган будет вынужден прибегнуть к ведению расчётов в натуральной, безденежной форме. Вебер считал, что данный метод планирования не будет эффективным, в частности, из-за невозможности решения проблемы вменения, то есть определения удельных весов капитальных благ в создании конечного блага. Вебер писал о социалистической экономике:
Чтобы сделать возможным рациональное использование средств производства, система натурального учёта должна будет определить «стоимость» — некоторые показатели капитальных благ, которые должны занять место «цен», используемых в записях современной деловой отчётности. Однако не вполне понятно, как эти показатели могут быть установлены и, в особенности, проверены; должны ли они, например, меняться от одной производственной единицы к другой (на основании их расположения в хозяйстве) или быть едиными для всей экономики на основании принципа «общественной полезности», то есть зависеть от (настоящих и будущих) потребностей… Бесперспективно предположение о том, что если бы проблема безденежной экономики была рассмотрена достаточно серьёзно, можно было бы обнаружить или разработать подходящую методику учёта. Эта проблема фундаментальна для любого вида полной социализации экономики. Мы не можем говорить о рациональной «плановой экономике» до тех пор, пока не будет решён важнейший в этом отношении вопрос — поиск инструмента, подходящего для разработки рационального «плана».
Примерно в то же время независимо от Вебера этот аргумент был вынесен представителем австрийской школы Людвигом фон Мизесом. При этом Вебер и Мизес были знакомы с 1918 года, когда оба работали в Венском университете. Вебер повлиял на взгляды австрийца и других его коллег, работавших в этом направлении. Например, Фридрих фон Хайек положил доводы Вебера и Мизеса в основу своей аргументации против социалистического подхода к организации экономики. Кроме того, эти идеи были использованы в его модели спонтанной координации «рассеянного знания» в рыночных условиях.

## Наследие
Авторитет Макса Вебера среди европейских исследователей общества сложно переоценить. Согласно распространённому мнению, он является величайшим немецким социологом и… его работы предопределили развитие европейской и американской мысли.Ганс Генрих Герт и Чарльз Райт Миллс, From Max Weber: Essays in Sociology, 1991.
Работы в области экономической, политической социологии и социологии религии поставили Вебера в один ряд с Карлом Марксом и Эмилем Дюркгеймом, которые считаются основоположниками современной науки об обществе. Однако в отличие от Дюркгейма, применявшего в своём творчестве восходящий к Конту метод позитивизма, Вебер разработал антипозитивистский, герменевтический метод понимающей социологии. Вернер Зомбарт, Георг Зиммель, Вильгельм Дильтей и другие немецкие мыслители придерживались схожих взглядов и указывали на принципиальные различия в методе общественных и естественных наук. Вебер представил социологию как науку, изучающую социальное действие человека. Учёный выделил четыре типа социального действия в порядке убывания их осмысленности: целерациональное, ценностно-рациональное, традиционное и аффективное.
Вместе с тем для современников Вебер был в первую очередь историком и экономистом. Широта его научных интересов отразилась на глубине его анализа общества.
Близость капитализма и протестантизма, религиозные истоки западного мира, сила харизмы в религии так же как и в политике, всеохватывающий процесс рационализации и бюрократическая цена прогресса, роль легитимности и насилия как продукта лидерства, «расколдовывание» современного мира вместе с бесконечной силой религии, антагонистическое отношение интеллектуализма и эротизма: всё это ключевые концепции, свидетельствующие о несомненном очаровании мышления Вебера.Йоахим Радкау, Max Weber: A Biography, 2005.
Многие известные ныне работы Вебера были подготовлены и опубликованы после смерти мыслителя. Толкотт Парсонс, Чарльз Райт Миллс и другие известные социологи выпустили обширные толкования его творчества. Парсонс взглянул на работы Вебера с функционалистской, телеологической точки зрения — этот подход был впоследствии раскритикован за скрытый консерватизм.
Согласно оценке Международной социологической ассоциации, работы Вебера «Хозяйство и общество» занимает первое, а «Протестантская этика и дух капитализма» — четвёртое место в списке 10 лучших социологических книг XX века.
Труды Вебера оказали влияние на целую плеяду теоретиков социологии, в том числе Теодора Адорно, Макса Хоркхаймера, Дьёрдя Лукача и Юргена Хабермаса. Некоторые концепции Вебера привлекали внимание Карла Шмитта, Йозефа Шумпетера, Лео Штрауса, Ганса Моргентау и Раймона Арона. Людвиг фон Мизес писал:
Ранняя смерть этого гения стала для Германии катастрофой. Если бы Вебер прожил дольше, немецкие люди сегодняшнего дня могли бы видеть этот образец «арийца», который не был бы разрушен национал-социализмом.Людвиг фон Мизес, 1940.
Друг Вебера, философ Карл Ясперс говорил о нём как о «величайшем немце своего века».

### Критика
Гипотезы Вебера глубоко специфичны для тех исторических периодов, которые он анализировал. Обобщение этих выводов на более крупные периоды представляется затруднительным.
Критике подвергались и сами гипотезы учёного. Экономист Йозеф Шумпетер утверждал, что становление капитализма началось не в период промышленной революции, но ещё в XIV веке в Италии. Правительства итальянских городов-государств (Милана, Венеции, Флоренции), по мнению Шумпетера, создали условия для развития ранних форм капиталистических отношений. С другой стороны, сомнению был подвергнут тезис о протестантской этике как о достаточном условии развития капитализма. Преимущественно кальвинистская Шотландия не стала столь же экономически успешной, как Нидерланды, Англия или Новая Англия. В XVI веке коммерческим центром Европы стал Антверпен, управляемый католическим правительством. Также отмечалось, что в XIX веке кальвинистские Нидерланды прошли процесс индустриализации значительно позже, чем католическая Бельгия, ставшая одним из центров промышленной революции в континентальной Европе.

## Сочинения
| Оригинальное название                                                            | Название на русском                                                             | Год оригинального издания |
| -------------------------------------------------------------------------------- | ------------------------------------------------------------------------------- | ------------------------- |
| Zur Geschichte der Handelgesellschaften im Mittelalter                           | История коммерческих партнёрств в Средневековье                                 | 1889                      |
| Die Römische Agrargeschichte in ihrer Bedeutung für das Staats — und Privatrecht | Сельскохозяйственная история Рима и её воздействие на публичное и частное право | 1891                      |
| Die Verhältnisse der Landarbeiter im ostelbischen Deutschland                    | Положение сельскохозяйственного труда в Восточной Германии                      | 1892                      |
| Die Börse                                                                        | Биржа                                                                           | 1894—1896                 |
| Der Nationalstaat und die Volkswirtschaftspolitik                                | Национальное государство и экономическая политика                               | 1895                      |
| Gesammelte Aufsatze zur Religionssoziologie                                      | Собрание сочинений по социологии религии                                        | 1920—1921                 |
| Gesammelte Politische Schriften                                                  | Политические сочинения                                                          | 1921                      |
| Die rationalen und soziologischen Grundlagen der Musik                           | Рациональные и социологические основы музыки                                    | 1921                      |
| Gesammelte Aufsätze zur Wissenschaftslehre                                       | Собрание сочинений по наукоучению                                               | 1922                      |
| Gesammelte Aufsätze zur Soziologie und Sozialpolitik                             | Собрание сочинений по социологии и социальной политике                          | 1924                      |
| Wirtschaftsgeschichte                                                            | Общая экономическая история                                                     | 1924                      |
| Wirtschaft und Gesellschaft                                                      | Хозяйство и общество                                                            | 1925                      |
| Staatssoziologie                                                                 | Социология государства                                                          | 1956                      |

### Некоторые издания на русском языке
- Исторический очерк освободительного движения в России и положение буржуазной демократии / Макс Вебер, проф. Гейдельбергского ун-та. Пер. с нем. — [Киев], 1906. — 149 с.
- Вебер М. Аграрная история древнего мира. — М., 1923; переиздание М.: Канон-пресс-Ц; Кучково поле, 2001.
- Вебер М. История хозяйства: Очерк всеобщей социальной и экономической истории. — Петроград: Наука и школа, 1923. — 240 с.
- Вебер М. Исследования по методологии наук — М.: ИНИОН, 1980.
- Вебер М. Избранные произведения / Пер. с нем.; сост., общ. ред. и послесл. Ю. Н. Давыдова; предисл. П. П. Гайденко; коммент. А. Ф. Филиппова. — М.: Прогресс, 1990.
- Вебер М. Работы М. Вебера по социологии, религии и культуре / ИНИОН, Всесоюзный межведомственный центр наук о человеке при президиуме АН СССР. — Вып. 2. — М.: ИНИОН, 1991.
- Вебер М. Избранное. Образ общества / Пер. с нем. — М.: Юрист, 1994.
- Вебер М. История хозяйства: Город. — М.: Канон-пресс-Ц; Кучково поле, 2001.
- Вебер М. Политические работы, 1895—1919 = Gesammelte Politische Schriften, 1895—1919 / Пер. с нем. Б. М. Скуратова; послесл. Т. А. Дмитриевой. — М.: Праксис, 2003.
- Вебер М. Протестантская этика и дух капитализма. — М., 2003.
- Вебер М. Феодализм, «сословное государство» и патримониализм / Пер. с нем. и комментарии А. Ю. Антоновского // Ойкумена: Альманах сравнительных исследований политических институтов, социально-экономических систем и цивилизаций. — Вып. 8. — Харьков, 2011. — С. 225—255.
- Вебер М. Патриархальное и патримониальное господство / Пер. с нем. и комментарии А. Ю. Антоновского // Ойкумена: Альманах сравнительных исследований политических институтов, социально-экономических систем и цивилизаций. — Вып. 9. — Харьков, 2012. — С. 183—248.
- Вебер М. Хозяйственная этика мировых религий: Опыты сравнительной социологии религии. Конфуцианство и даосизм. — СПб.: Владимир Даль, 2017. — 446 с. — ISBN 978-5-93615-185-9.
- Хозяйство и общество: очерки понимающей социологии. Социология. / Пер. с нем. под ред. Л. Г. Ионина. — М.: Издательский дом Высшей школы экономики, 2016. — 448 с. — ISBN 978-5-7598-1513-6.
- Хозяйство и общество: очерки понимающей социологии. Общности. / Пер. с нем. под ред. Л. Г. Ионина. — М.: Издательский дом Высшей школы экономики, 2017. — 432 с. — ISBN 978-5-7598-1514-3.
- Хозяйство и общество: очерки понимающей социологии. Право. / Пер. с нем. под ред. Л. Г. Ионина. — М.: Издательский дом Высшей школы экономики, 2018. — 336 с. — ISBN 978-5-7598-1515-0.
- Хозяйство и общество: очерки понимающей социологии. Господство. / Пер. с нем. под ред. Л. Г. Ионина. — М.: Издательский дом Высшей школы экономики, 2019. — 544 с. — ISBN 978-5-7598-1516-7.
- Вебер М. Город. — Москва: Издательство Юрайт, 2021. — 158 с. — (Антология мысли). — ISBN 978-5-534-13386-8.

## Комментарии
1. ↑  Указываемые на этих страницах «надстройка» и «базис» есть не что иное, как отсылка к аналогичным марксистским категориям.
2. ↑  англ. "a man who enjoyed earthly pleasures"
3. ↑  англ. "who sought to lead an ascetic life"
4. ↑  англ. "deep tension between the Kantian moral imperatives and a Nietzschean diagnosis of the modern cultural world is apparently what gives such a darkly tragic and agnostic shade to Weber's ethical worldview"
5. ↑  англ. "tools of God"
6. ↑  Данный психофизиологический закон назван в честь Эрнста Вебера и не связан с именем Макса Вебера.
7. ↑  англ. "from the angle which alone can yield an answer to such questions, that is, the angle of comparative history in the broad sense"